# Anchimolgus eparmatoides
Anchimolgus eparmatoides is een eenoogkreeftjessoort uit de familie van de Anchimolgidae. De wetenschappelijke naam van de soort is voor het eerst geldig gepubliceerd in 1992 door Humes.